# Ruppellia gloriae
Ruppellia gloriae är en tvåvingeart som beskrevs av Baez 1982. Ruppellia gloriae ingår i släktet Ruppellia och familjen stilettflugor.
Artens utbredningsområde är Kanarieöarna. Inga underarter finns listade i Catalogue of Life.